# Sagan om Abba
Sagan om Abba är en svensk musik- och dokumentärserie som hade premiär 6 april 2024 på SVT Play och 9 april på SVT1 samma år. Första säsongen är regisserad av James Rogan och består av två avsnitt.

## Handling
Dokumentären uppmärksammar att det är 50 år sedan Abba, genom sin vinst i Eurovision Song Contest 1974, slog igenom internationellt. Serien fokuserar främst på vinsten med låten Waterloo och vad den innebar för gruppen samt på albumet Super Trooper från 1980. I serien visas unikt material och intervjuer som tidigare inte visats.

## Medverkande (i urval)
- Agnetha Fältskog
- Björn Ulvaeus
- Benny Andersson
- Anni-Frid Lyngstad